# 대피 덕
대피 덕(Daffy Duck)은 루니툰과 메리 멜로디스에 등장하는 검은 오리이다.

## 개요
텍스 에이버리가 제작했으며
처음 등장한 작품은 Porky's Duck Hunt(1937)이며
대체로 벅스 버니와는 숙적으로 묘사된다.
대피는 루니툰과 메리멜로디스의 133개 작품에 출연했으며,벅스 버니(166개)와 포키 피그(159개)에 이어 루니툰 캐릭터 중 3번째로 출연횟수가 가장 많다.
대피는 2002년 TV 가이드에서 톱 50 애니메이션 캐릭터 순위에서 14위를 기록했다.
대피가 주인공으로 등장하는 TV 애니메이션 시리즈는 덕 다저스가 유일하다.
S행의 단어를 침을 튀기며 'TH'로 발음하는 것이 특징이다.

## 성격
대피 덕은 돈과 명예에 대한 욕심이 강하다.
전자의 경우 요세미티 샘과 충돌하거나 이를 미끼로 한 벅스 버니의 속임수에 넘어가는 경우가 많고
후자의 경우 벅스 버니와 경쟁구도를 만들고 벅스에게 패배하는 모습을 자주 보인다.
대피는 또한 교활하기 때문에 사기나 속임수를 쓰는 경우가 많은데,이것의 주요 피해자는 포키 피그라 할 수 있다. 하지만 벅스 버니에 한해서는 벅스가 그 속임수를 대부분 꿰뚫어 보기 때문에 역으로 자신이 당하는 경우가 많다.

## 출연작품

### TV 시리즈
- 루니툰
- 덕 다저스
- 타이니 툰
- 태즈마니아
- 루니 툰 - 벅스 버니와 대피 덕(2011)

### 영화
- 스페이스 잼
- 루니툰: 백 인 액션
- 스페이스 잼: 새로운 시대

## 담당성우
- 멜 블랭크(1937-1989)
- 멜 톨메 (Night of the Living Duck에서 노래담당)
- 제프 버그만(Cartoon All-Stars to the Rescue, Gremlins 2: The New Batch, 타이니 툰, Box-Office Bunny, (Blooper) Bunny, Invasion of the Bunny Snatchers, 루니 툰 - 벅스 버니와 대피 덕, Scooby Doo and Looney Tunes: Cartoon Universe, Looney Tunes: Rabbits Run, Mad)
- 그레그 버슨(타이니 툰, 애니매니악스)
- 모리스 라마시 (Taz-Mania)
- 조 알라스키(Bugs Bunny's Lunar Tunes, Carrotblanca, Marvin the Martian in the Third Dimension, Tweety's High-Flying Adventure, Looney Tunes: Reality Check, Looney Tunes: Stranger than Fiction, 루니툰: 백 인 액션, 덕 다저스, Bah, Humduck! A Looney Tunes Christmas, various video games)
- 프랭크 고신(Superior Duck)
- 디 브래들리 베이커 (스페이스 잼)
- 제프 베넷 (Attack of the Drones)
- 사무엘 빈센트 (베이비 루니툰)

### 한국어판
- 《뉴 루니 툰 쇼》의 후반부와 《루니 툰 카툰》에서 전태열이 이 배역을 맡았다.

## 기타
- 영화 누가 로저 래빗을 모함했나에서는 디즈니 캐릭터 도널드 덕과 서로 피아노로 경쟁하며 서로를 비난하는 장면이 있다.
- 미국 드라마 오피스 시즌1 에피소드2(Diversity Day) 마이클 스캇이 그의 배달부에게 대피의 이름으로 서명을 한다.
- 에미넴의 프리스타일 곡 Despicable의 가사에서 Despicable as Daffy Duck(대피 덕처럼 야비한)이라는 구절이 있다.
- 1999년 치토스 광고에서 대피가 치토스 치타와 만나는 장면이 있다.

## 같이 보기
- 미국 애니메이션의 황금시대

1. ↑  you're dethpicable